# 云上贵州
云上贵州，全称云上贵州大数据产业发展有限公司，是位于贵阳国家高新技术产业开发区的国有企业，成立于2014年11月，由贵州省经济和信息化委员会持股，是贵州省人民政府和阿里巴巴集团的重点合作项目。云上贵州由贵州省国资委派驻监事会进行监管。

## 运营业务
“云上贵州”平台的运营业务包括中国大陆境内的iCloud服务、“贵州信用云”枢纽平台、《贵州文库》数据库、贵州绿色农产品网、“ARM架构云平台”、“贵州省政务云平台密码应用推广单位”、国家电子政务云数据中心南方节点等。